# If I Told You That
"If I Told You That" è un duetto del 2000 fra Whitney Houston e George Michael, ed è il secondo singolo estratto da Whitney: The Greatest Hits.  Originariamente il brano era una traccia dell'album del 1998 My Love Is Your Love, poi ripresa e ricantata insieme a George Michael. Benché non abbia avuto molto successo negli Stati Uniti, il brano ha avuto una certa popolarità in Europa raggiungendo la nona posizione in Italia e Regno Unito. La canzone condivide alcune similitudini con If You Had My Love di Jennifer Lopez.

## Video
Il video prodotto per "If I Told You That" vede la Houston e Michael in un night club, che si incontrano sulla pista da ballo. Il video è stato diretto da Kevin Bray e trasmesso per la prima volta il 10 luglio 2000.

## Tracce
1. "If I Told You That" (Album Version) - 4:33
2. "Fine" (Album Version) - 3:35
3. "If I Told You That" (Johnny Douglas Mix) - 4:48
4. "I'm Your Baby Tonight" (Dronez Mix) - 5:05

## Classifiche
| Classifica (2000) | Massima posizione |
| ----------------- | ----------------- |
| Svizzera          | 33                |
| Paesi Bassi       | 31                |
| Belgio            | 25                |
| Svezia            | 44                |
| Australia         | 37                |
| Italia            | 9                 |
| Spagna            | 18                |
| UK                | 9                 |